# Bedřich ze Schwarzenbergu (poslanec)
Bedřich Schwarzenberg (30. října 1862 Orlík nad Vltavou – 2. října 1936 Tochovice) byl rakouský a český šlechtic z orlické větve rodu Schwarzenbergů a politik české národnosti, na přelomu 19. a 20. století poslanec Říšské rady.

## Biografie

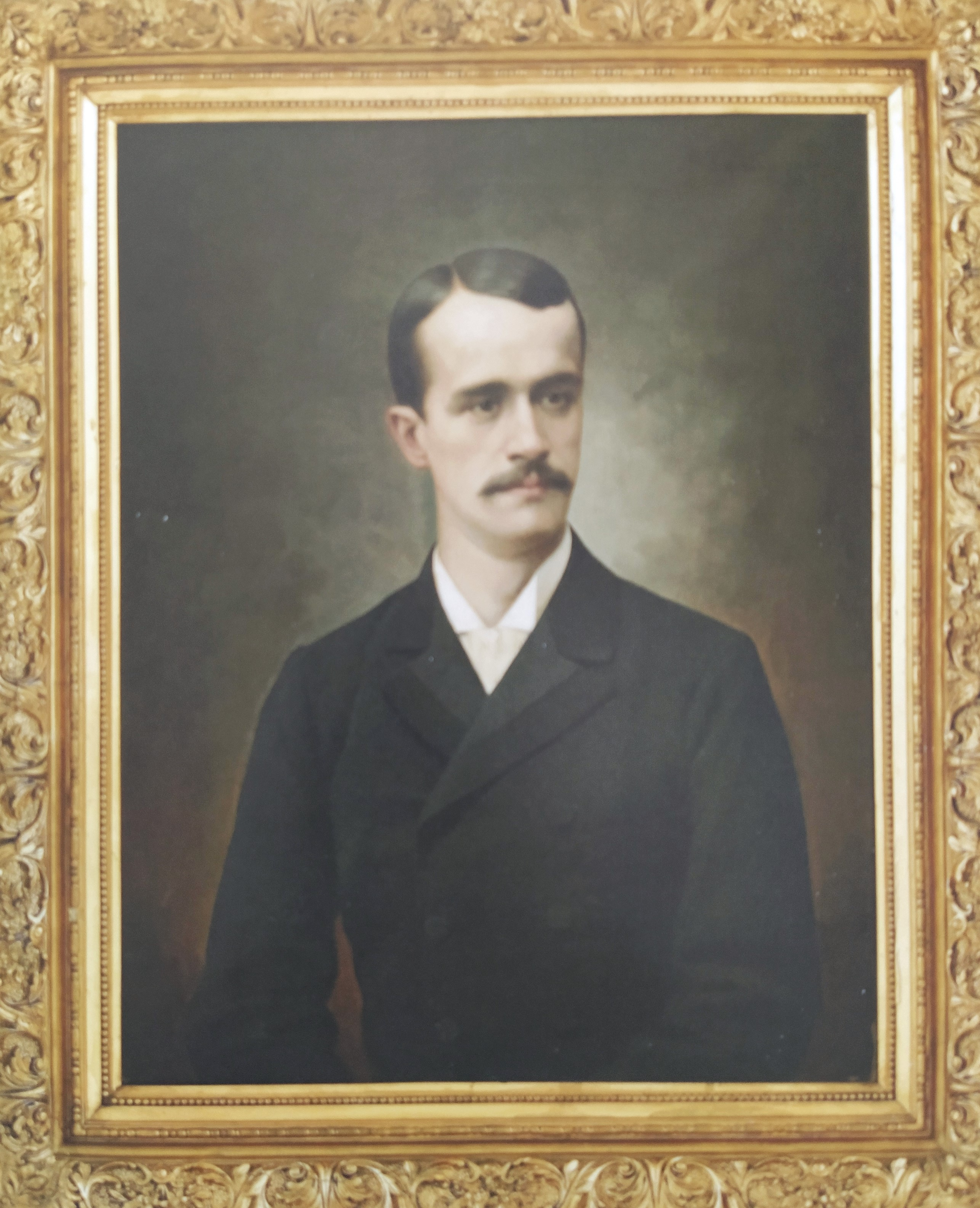
Princ Bedřich Schwarzenberg, portrét ze sbírek Národního muzea (1893, Josef Mathauser)

Jeho otcem byl politik Karel III. Schwarzenberg. V politickém životě působil i jeho bratr Karel IV. Schwarzenberg. Dne 2. července 1890 se v Praze oženil s Christiane von Schönborn (1872–1918). Bedřich vystudoval roku 1880 akademické gymnázium v Praze a pak roku 1884 práva na Univerzitě Karlově, kde roku 1887 získal titul doktora práv. Téhož roku nastoupil do politiky, když se stal okresním starostou v Mirovicích. Od roku 1889 byl okresním starostou v Milevsku a pak ještě v období let 1904–1919 v Písku. Od roku 1887 byl členem kuratoria lesnické školy v Písku, později do roku 1920 i jeho předsedou (dnes Vyšší odborná škola lesnická a Střední lesnická škola Bedřicha Schwarzenberga). Zastával funkci starosty Národní jednoty pošumavské.
V doplňovacích volbách roku 1893 byl zvolen na Český zemský sněm za velkostatkářskou kurii (nesvěřenecké velkostatky). Mandát obhájil i v zemských volbách roku 1895. Byl členem Strany konzervativního velkostatku. Na sněm se vrátil ještě v doplňovacích volbách roku 1903 a mandát obhájil v řádných zemských volbách roku 1908.
Od 90. let 19. století se zapojil i do celostátní politiky. V doplňovacích volbách roku 1895 byl zvolen do Říšské rady (celostátní zákonodárný sbor) a zastupoval zde kurii velkostatkářskou. Nastoupil 3. prosince 1895 po rezignaci svého bratra Karla IV. Schwarzenberga. V řádných volbách do Říšské rady roku 1897 mandát obhájil, nyní za městskou kurii, obvod České Budějovice. V těchto volbách patřil mezi několik málo etnicky českých poslanců zvolených v občanských kuriích (mimo velkostatkářskou kurii), kteří nebyli členy mladočeské strany. Byl kompromisním společným českým kandidátem. Shodly se na něm všechny české politické proudy a dokázal tak v etnicky smíšeném městě porazit kandidáta německého. Za týž obvod uspěl i ve volbách do Říšské rady roku 1901. V roce 1897 se profesně uvádí jako statkář, bytem na Orlíku. V Říšské radě si získal pozornost v listopadu 1896, kdy zde pronesl řeč, v níž obhajoval status češtiny coby vnitřního úřadovacího jazyka (krátce poté tento status stanovila Badeniho jazyková nařízení). Významný proslov měl v roce 1896 i na zemském sněmu, kde obhajoval české státní právo.
V roce 1907 byl jmenován členem Panské sněmovny (jmenovaná horní komora Říšské rady).
V roce 1904 zdědil po otci statek Tochovice, kde se zabýval zemědělským hospodařením. V roce 1905 získal titul tajného rady. V období let 1909–1928 byl prezidentem české zemské zemědělské rady. V letech 1906–1936 byl též prezidentem První české vzájemné pojišťovny, v letech 1909–1929 prezidentem společnosti Českého zemědělského muzea a v letech 1912–1923 také předsedal českému Lesnickému svazu. V roce 1935 odmítl kandidaturu na prezidenta republiky.
Zemřel v říjnu 1936. Ve své závěti uvedl: „Umírám pak věren do smrti českému národu.“
V roce 1890 se v Praze oženil s hraběnkou Kristinou Schönbornovou (1872–1918), dcerou českého zemského poslance a velkostatkáře Karla Bedřicha Schönborna. Kristina se později stala c. k. palácovou dámou, dámou Řádu hvězdového kříže a nositelkou Alžbětina řádu I. třídy. Jejich manželství zůstalo bez potomstva.